# Foot in Mouth (Green Day)
Foot in Mouth è il primo album dal vivo del gruppo musicale statunitense Green Day, pubblicato il 30 giugno 1996 dalla Reprise Records.

## Descrizione
Il disco è stato distribuito solo per il mercato giapponese. Le date in cui sono state registrate le tracce sono due dalla precedente uscita, una da Live Tracks, e un'altra nuova in Svezia.

## Tracce
1. Going to Pasalacqua (Live a Stoccolma, Svezia, 4 settembre 1995)
2. Welcome to Paradise (da Live Tracks)
3. Geek Stink Breath(Live a Stoccolma, Svezia, 4 settembre 1995)
4. One of my Lies (dall'EP Live Tracks)
5. Stuck With Me(Live a Stoccolma, Svezia, 4 settembre 1995)
6. Chump (dall'EP Live Tracks)
7. Longview (dall'EP Live Tracks)
8. 2,000 Light Years Away (dall'EP Live Tracks)
9. When I Come Around (Live a Tokyo, 27 gennaio 1996)
10. Burnout (dall'EP Live Tracks)
11. F.O.D. (Live a Praga, 26 marzo 1996)

## Formazione
- Billie Joe Armstrong – voce, chitarra
- Mike Dirnt – basso, cori
- Tré Cool – batteria